# Pseudostigmidium disparatum
Pseudostigmidium disparatum är en svampart som beskrevs av Etayo 2008. Pseudostigmidium disparatum ingår i släktet Pseudostigmidium och familjen Mycosphaerellaceae.   Inga underarter finns listade i Catalogue of Life.